# 德比利行人桥
48°51′45.56″N 02°17′48.68″E / 48.8626556°N 2.2968556°E
德比利行人桥（法語：Passerelle Debilly），是一条位于法国巴黎的行人天桥，横跨塞纳河，于1900年落成，最初是為1900年世界博覽會修建的臨時橋樑。1966年被列为历史遗迹。